# Skuggjordfly
Skuggjordfly, Xestia stigmatica, är en fjärilsart som beskrevs av  Jacob Hübner 1813. Enligt Catalogue of Life är det vetenskapliga namnet istället Xestia rhomboidea beskriven med det namnet av Eugen Johann Christoph Esper 1790. Skuggjordfly ingår i släktet Xestia och familjen nattflyn, Noctuidae. Även om arten är sällsynt har den en livskraftig, LC, population i Sverige. I Sverige förekommer arten från Skåne till Dalarna. Arten är ännu inte påträffad i Finland. Inga underarter finns listade i Catalogue of Life.

## Bildgalleri

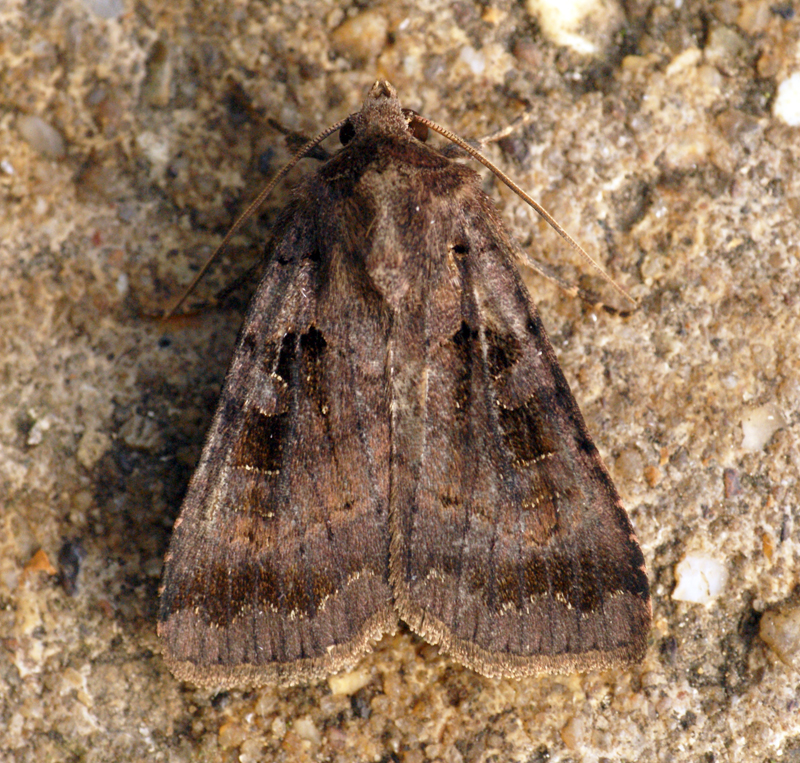
Imago fjäril
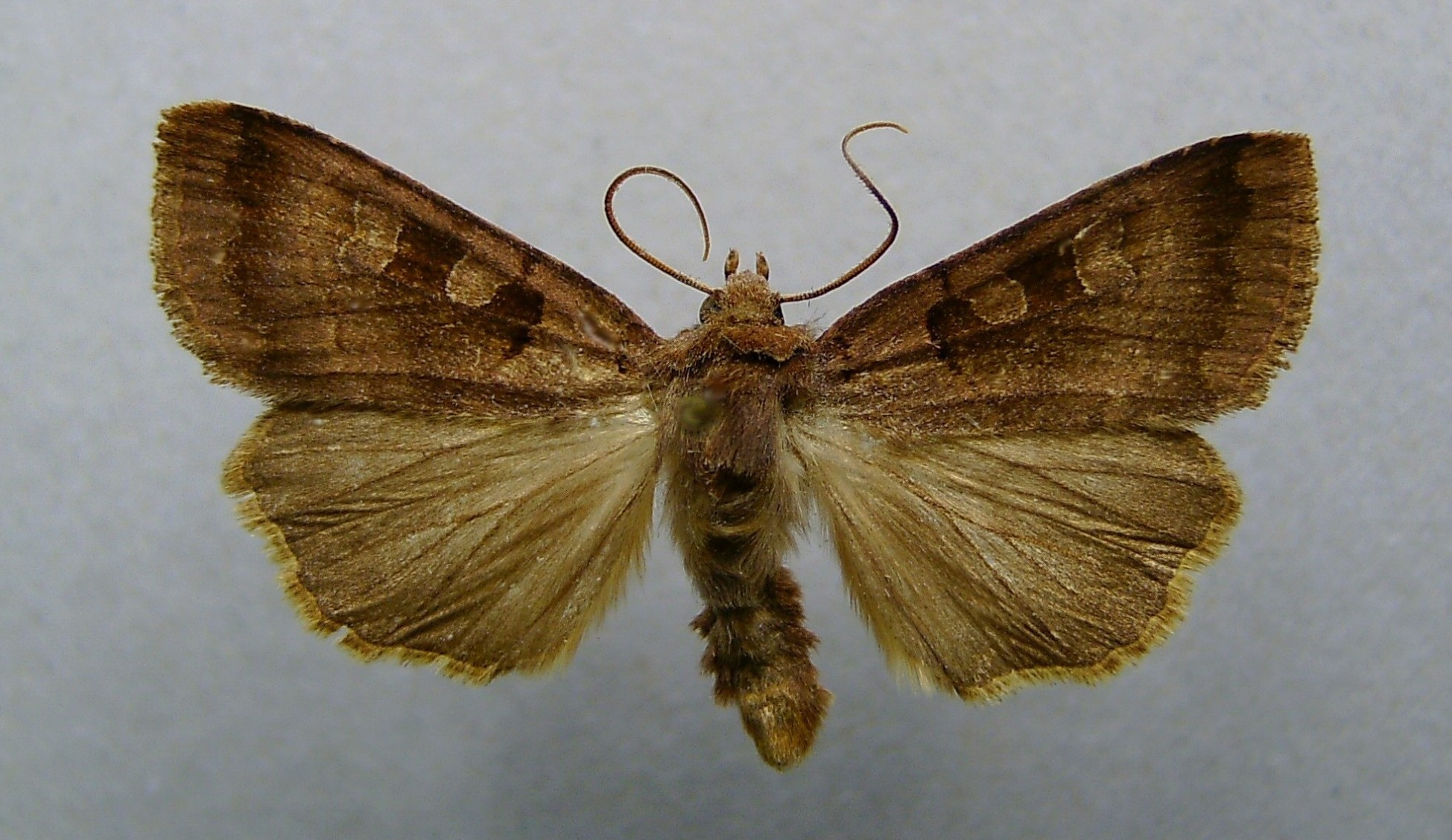
Preparerad (uppnålad) imago fjäril